# ドラゴン×マッハ!
『ドラゴン×マッハ!』（原題：殺破狼2）は、2015年に公開された中国と香港の合作映画。監督はソイ・チェン。日本では2017年1月7日に劇場公開された。

## 解説
原題に含まれる「殺破狼」は「Sha Po Lang」と発音し、中国の占星術において、吉凶ともに人生に極端な影響を与える“凶星”と呼ばれる3つの星（七殺星・破軍星・貪狼星）のことを指す。SPLとはそれらの頭文字であり、キャラクターに星の性質が割り振られている。
本作は『SPL/狼よ静かに死ね』に続く「SPL」シリーズ第2弾で、前作と出演者・配役に関連性はあるものの話の繋がりはない。

## 登場人物
| 役名                    | 説明 | 俳優                                                               | 日本語吹替 |
| ----------------------- | --- | ------------------------------------------------------------------ | ---------- |
| チャイ (阿猜）          | タイの刑務所の看守 娘が白血病 刑務所内で行われている非合法な行為を目の当たりにするが娘の治療費のために黙殺する       | トニー・ジャー (Tony Jaa)                                          | 浪川大輔   |
| チーキット (陳志杰)     | 臓器密売組織に潜入している捜査官 仕事の為に麻薬に手を出すが中毒に苦しんでいる 臓器密売組織に囚われる                 | ウー・ジン (吳京)                                                  | 野島裕史   |
| 所長 (高晉)             | タイの刑務所の所長 臓器密売組織の一員で刑務所を密売に利用している 数年前ホンに命を救われており、ホンの為に働いている | マックス・チャン (張晉)                                            | 柳田淳一   |
| チャン刑事 (陳國華)     | チーキットの叔父 チーキットを潜入捜査官として送り込むが、麻薬中毒に苦しむ甥を心配している                            | サイモン・ヤム (任達華)                                            | 古澤徹     |
| ホン・マンコン (洪文剛) | 臓器密売組織の首領 生まれつき心臓が弱く特殊な血液型（ボンベイ型） 心臓ペースメーカーを使用している                   | ルイス・クー (古天樂)（特別出演）                                  | 小山力也   |
| コン (黃光)             | タイの刑務所の看守 チャイの同僚 チャイの娘の病気を知りなんとか助けたいと所内の行為に加担する                         | ロー・ワイコン (盧惠光)                                            |            |
| サー (莎)               | チャイの娘 8歳 白血病                                                                                                | アンダー クンティーラー ヨードチャーン (Unda Kunteera Yhordchanng) |            |
| ナイフの男 (亞囝)       | ホン・マンコンの部下 臓器密売組織の一員 ナイフでの殺人を得意とする 聴覚障害者                                        | チャン・チー (張馳)                                                |            |
| ホン・マンビウ (洪文彪) | ホン・マンコンの弟 臓器密売組織の一員 元麻酔科医 兄と同じ特殊な血液型の為、心臓を狙われる                            | ジュン・クン (恭碩良)                                              |            |
| マンビウの妻 (方詠琴)   | ホン・マンコンの弟の妻 臓器密売組織の一員 誘拐実行犯                                                                 | キャンディ・ユエン (袁嘉敏)                                        |            |
| (范勁雄)                | 臓器密売組織の一員 潜入捜査しているチーキットと共に行動している                                                      | フィリップ・キョン (姜皓文)                                        |            |
| (張振東)                | チャン刑事の上司 チーキットを救出しようとするチャンと衝突する                                                        | ドミニク・ラム (林嘉華)                                            |            |
| (郭俊一)                | チャン刑事の部下 妻子がいる                                                                                          | ベイビージョン・チョイ (蔡瀚億)                                    |            |
| (大口)                  | チャン刑事の部下 | アイ・ワイ (艾威)                                                  |            |

## エピソード
- 特典映像の削除シーンから
  - チーキットには行方不明の妹がいることがわかる。
  - チーキットと共に行動している臓器密売組織の誘拐実行の男の妻が2度流産しており、冒頭の妊婦誘拐から処理までの一連の流れに罪悪感を抱いていることがわかる
  - チャン刑事が退職1週間前であることがわかる

- 特典映像のメイキングから
  - フェリーターミナルビルからの飛び降りシーンではスタントを使っていないことがわかる。また、フィリップ・キョンはビルから7回、海へは4回飛んだと答えている
  - 刑務所所長は英語・タイ語・韓国語・中国語の4ヶ国語を操るが、演じたマックス・チャンはそれが一番難しかったと答えている
  - 刑務所での大乱闘シーンは200名が同時参加するアクションシーンだが、ワンカットで撮影されている
  - 刑務所所長のコーのスーツ姿は演じたマックス・チャン自身が役作りにて考案した(本人インタビューより)[1]

- 字幕と吹き替えで設定が変わる箇所がある
  - サーとチーキットが出会った後、スマートフォンを使ってやりとりを行う箇所。字幕の場合、翻訳アプリを使用しているが吹き替えで見ると医者と通話中という設定に変わり、医者が通訳している形で表現されている

## ディスク
- 字幕翻訳：小木曽三希子
- 吹替翻訳：工藤眞理子
- 吹替演出：市来満
- 発売：株式会社ツイン
- 販売：ソニー・ピクチャーズ エンタテインメント (日本)

<収録言語>
- 広東語、タイ語ほか
- 日本語

<映像特典> 計 約28分
- メイキング(9分)
- 削除シーン(17分)
- オリジナル予告編(1分)
- 日本版予告編(1分)

DVDとBlu-ray版がある
Blu-rayには特典映像として、メイキング映像、削除シーン、日本版劇場予告編、オリジナル予告編を収録
DVD版には映像特典として日本版予告編(1分)のみ収録

## 挿入歌
Sun Entertainment Culture LtdよりOST(サウンドトラック)CDが発売されている。
タイトル : SPL2 : 殺破狼 II 香港映画OST
1. 殺破狼(Mandarin) / 謝中傑
2. I Still Cary On / Kayla Dawn
3. Requiem - iii.sequentia - lacrimosa / The Chamber Chorus of The Opera Society of Hong Kong
4. Cold Spell(Four Seasons: Summer,Adagio)
5. No Justice Here
6. Terminus
7. Blown Cover
8. A Diversion
9. Hidden Hostage
10. Dead-end Alley / Four Seasons: Summer,Adagio - 馬曦妤
11. Den of Death
12. Final Killing(a.Requiem - i.introitus b. Four Seasons: Summer,Adagio c,Requiem - iii.sequentia - confutatis / The Chamber Chorus of The Opera Society of Hong Kong
13. Resurrection (a.Four Seasons: Summer, Presto b. Requiem - iii.sequentia - rex tremendae) / The Chamber Chorus of The Opera Society of Hong Kong
14. I Still Cary On (Reprise) / Kayla Dawn
15. 衝破 (Cantonese) / 謝中傑
16. 殺破狼(純音樂)